# 映画 妖怪ウォッチ♪ ケータとオレっちの出会い編だニャン♪ワ、ワタクシも〜♪♪
- 妖怪ウォッチ > 映画 妖怪ウォッチ♪ ケータとオレっちの出会い編だニャン♪ワ、ワタクシも〜♪♪
- 妖怪ウォッチ♪ > 映画 妖怪ウォッチ♪ ケータとオレっちの出会い編だニャン♪ワ、ワタクシも〜♪♪

『映画 妖怪ウォッチ♪ ケータとオレっちの出会い編だニャン♪ワ、ワタクシも〜♪♪』（えいが ようかいウォッチ♪ ケータとオレっちのであいへんだニャン♪ワ、ワタクシも〜♪♪）は、テレビアニメ『妖怪ウォッチ』の劇場版第7作目。2021年11月12日公開。
キャッチコピーは「コレがすべてのはじまり─・・・だニャン♪」。

## 概要
2021年放送の『妖怪ウォッチ♪』の劇場版。天野ケータが主人公の本編シリーズの映画化は2016年公開の第3作『映画 妖怪ウォッチ 空飛ぶクジラとダブル世界の大冒険だニャン!』以来となる。
今作はケータと妖怪との出会い、ジバニャンが妖怪になった経緯を振り返るダイジェスト編で、アニメ第1作『妖怪ウォッチ』第1話「妖怪がいる! / 恐怖の交差点」および第25話「ジバニャンの秘密」に、ショートシリーズ「4コマさん」や映画オリジナルの新作パートなどを追加して再構成、初の4K画質でのデジタルシネマ化。
今作では配給は東宝からイオンエンターテイメントに変更となり、イオンシネマ限定公開となっている。同年12月17日よりオンライン配信によるバーチャルシネマ上映を行った。2022年4月にはバーチャルシネマ週末動員1位を記録した。

## キャスト
- 天野ケータ - 戸松遥
- ウィスパー - 関智一
- ジバニャン - 小桜エツコ
- フミちゃん、コマさん、コマじろう - 遠藤綾
- クマ、ケータの父 - 奈良徹
- カンチ - 佐藤智恵
- ケータの母、ドンヨリーヌ - 永田亮子
- ホノボーノ - 矢部雅史
- エミちゃん - 安野希世乃
- キン - 山崎バニラ
- ギン - かないみか

## スタッフ
- 企画原案/エグゼクティブアドバイザー - 日野晃博
- 原作 - レベルファイブ
- 連載 - 月刊コロコロコミック
- 監督 - 須藤典彦
- 脚本 - 加藤陽一
- 妖怪＆キャラクターデザイン原案 - 長野拓造、田中美穂
- キャラクターデザイン - 山田俊也
- 総作画監督 - 武内啓
- 音響監督 - 千葉繁
- 音楽 - 西郷憲一郎
- アニメーション制作 - OLM TEAM INOUE
- 製作 - 妖怪ウォッチ♪製作委員会
- 配給 - イオンエンターテイメント

## 主題歌
オープニングテーマ「ゲラゲラポーの唄」
作詞 - motsu / 作曲・編曲 - 菊谷知樹 / 歌 - キング・クリームソーダ
エンディングテーマ「妖怪たいそう」
作詞 - ラッキィ池田 & 高木貴司 / 作曲・編曲 - 菊谷知樹 / 歌 - ジバニャンコマさんヨシキりさ♪（小桜エツコ・遠藤綾・吉木りさ）